# ヘンリー・ガント

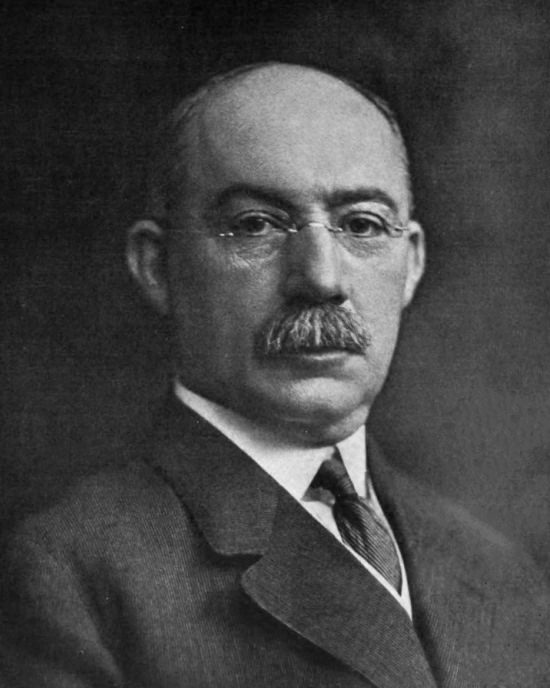
ヘンリー・ガント（1916年）

ヘンリー・ローレンス・ガント（英: Henry Laurence Gantt、1861年5月20日 - 1919年11月23日）は、アメリカ合衆国の機械工学者で経営コンサルタント。1910年代にガントチャートを考案したことで知られている。ガントチャートはフーバーダムや州間高速道路といった大型公共事業で使われ、現在でもプロジェクトマネジメントの重要なツールの1つとなっている。

## 経歴・人物
メリーランド州カルバート郡に生まれる。1878年、Mcdonough School を卒業。ジョンズ・ホプキンス大学に進学し、機械工学を学ぶ傍らで教師や製図工として働いた。1887年、フレデリック・テイラーの科学的管理法のチーム（Midvale Steel およびベスレヘム・スチール）に入り、1893年まで働いた。その後、経営コンサルタントとなり、ガントチャートや "task and bonus" と呼ばれる賃金体系を設計、労働者の生産性の測定法を開発した。

## 貢献
ヘンリー・ガントの生産管理における貢献としては、次のものがある。
ガントチャート今日でも管理ツールとして重要である。作業スケジュールの計画や制御を視覚的に行え、プロジェクトの進捗を記録できる。ガントチャートをより進化させたものとして Program Evaluation and Review Technique (PERT) がある。
産業能率 (Industrial Efficiency)作業をあらゆる観点で科学的に分析することで求められる。経営の役割は、偶然や事故を排除してシステムを効率化することである。
Task And Bonus システムガントは、従業員の効率改善の程度によってマネージャへのボーナスを支給するという制度を提案した。
ビジネスの社会的責任ガントは、企業が社会福祉への義務を負っていると考えていた。
アメリカ機械工学会 (ASME) は、ヘンリー・ガントの功績を讃え、彼の名を冠したメダルを毎年授与している。